# Liste der Bodendenkmäler in Nördlingen
Auf dieser Seite sind die Bodendenkmäler in der schwäbischen Großen Kreisstadt Nördlingen zusammengestellt. Diese Tabelle ist eine Teilliste der Liste der Bodendenkmäler in Bayern. Grundlage ist die Bayerische Denkmalliste, die auf Basis des Bayerischen Denkmalschutzgesetzes vom 1. Oktober 1973 erstmals erstellt wurde und seither durch das Bayerische Landesamt für Denkmalpflege geführt wird. Die folgenden Angaben ersetzen nicht die rechtsverbindliche Auskunft der Denkmalschutzbehörde.

## Bodendenkmäler der Gemeinde Nördlingen

### Gemarkung Baldingen
| Lage                 | Objekt | Akten-Nr.     | Bild |
| -------------------- | --- | ------------- | ---- |
| Baldingen (Standort) | Freilandstation des Mesolithikums, Siedlung der Linear- und Stichbandkeramik. | D-7-7128-0009 |      |
| Baldingen (Standort) | Siedlung der römischen Kaiserzeit. | D-7-7128-0011 |      |
| Baldingen (Standort) | Siedlung der Latènezeit. | D-7-7128-0012 |      |
| Baldingen (Standort) | Straße der römischen Kaiserzeit. | D-7-7128-0017 |      |
| Baldingen (Standort) | Siedlung der Linearbandkeramik, der Bronzezeit und der Latènezeit, Siedlung und Herrenhof der Hallstattzeit, Villa rustica der römischen Kaiserzeit; Gräber des Neolithikums, der Hallstattzeit und des Frühmittelalters. | D-7-7128-0019 |      |
| Baldingen (Standort) | Siedlung vorgeschichtlicher Zeitstellung. | D-7-7128-0138 |      |
| Baldingen (Standort) | Siedlung des Neolithikums. | D-7-7128-0174 |      |
| Baldingen (Standort) | Siedlung der römischen Kaiserzeit. | D-7-7128-0175 |      |
| Baldingen (Standort) | Mittelalterliche und frühneuzeitliche Befunde im Bereich der Evangelisch-Lutherischen Filialkirche St. Gallus in Baldingen.                                                                                               | D-7-7128-0176 |      |

### Gemarkung Deiningen
| Lage                 | Objekt                                                                  | Akten-Nr.     | Bild |
| -------------------- | ----------------------------------------------------------------------- | ------------- | ---- |
| Deiningen (Standort) | Grabhügel der Hallstattzeit.                                            | D-7-7129-0063 |      |
| Deiningen (Standort) | Grabhügel vorgeschichtlicher Zeitstellung.                              | D-7-7129-0065 |      |
| Deiningen (Standort) | Siedlung des Neolithikums, der Urnenfelder-, Hallstatt- und Latènezeit. | D-7-7129-0394 |      |
| Deiningen (Standort) | Siedlung des Neolithikums, der Urnenfelder- und der Hallstattzeit.      | D-7-7129-0579 |      |

### Gemarkung Dürrenzimmern
| Lage                     | Objekt | Akten-Nr.     | Bild |
| ------------------------ | --- | ------------- | ---- |
| Dürrenzimmern (Standort) | Siedlung vorgeschichtlicher Zeitstellung, Brandgräber der römischen Kaiserzeit.                                                | D-7-7029-0101 |      |
| Dürrenzimmern (Standort) | Siedlung des Neolithikums, der Urnenfelderzeit, der Hallstattzeit und der späten römischen Kaiserzeit.                         | D-7-7029-0315 |      |
| Dürrenzimmern (Standort) | Siedlung der Bronzezeit, der Urnenfelderzeit und der römischen Kaiserzeit.                                                     | D-7-7029-0316 |      |
| Dürrenzimmern (Standort) | Siedlung des Neolithikums und der römischen Kaiserzeit.                                                                        | D-7-7029-0317 |      |
| Dürrenzimmern (Standort) | Siedlung des Neolithikums, der Urnenfelderzeit, der Latènezeit und der römischen Kaiserzeit.                                   | D-7-7029-0318 |      |
| Dürrenzimmern (Standort) | Siedlung der Bronzezeit. | D-7-7029-0320 |      |
| Dürrenzimmern (Standort) | Siedlung der Bronzezeit. | D-7-7029-0321 |      |
| Dürrenzimmern (Standort) | Siedlung des Neolithikums und der Bronzezeit.                                                                                  | D-7-7029-0322 |      |
| Dürrenzimmern (Standort) | Siedlung vorgeschichtlicher Zeitstellung.                                                                                      | D-7-7029-0323 |      |
| Dürrenzimmern (Standort) | Siedlung der Urnenfelderzeit.                                                                                                  | D-7-7029-0324 |      |
| Dürrenzimmern (Standort) | Siedlung der Latènezeit. | D-7-7029-0328 |      |
| Dürrenzimmern (Standort) | Siedlung der Bronzezeit. | D-7-7029-0330 |      |
| Dürrenzimmern (Standort) | Körpergräber vor- und frühgeschichtlicher Zeitstellung.                                                                        | D-7-7029-0505 |      |
| Dürrenzimmern (Standort) | Mittelalterliche und frühneuzeitliche Befunde im Bereich der Evangelisch-Lutherischen Pfarrkirche St. Marien in Dürrenzimmern. | D-7-7029-0506 |      |
| Dürrenzimmern (Standort) | Siedlung vor- und frühgeschichtlicher Zeitstellung.                                                                            | D-7-7029-0539 |      |

### Gemarkung Ederheim
| Lage                | Objekt                                    | Akten-Nr.     | Bild |
| ------------------- | ----------------------------------------- | ------------- | ---- |
| Ederheim (Standort) | Siedlung vorgeschichtlicher Zeitstellung. | D-7-7128-0155 |      |

### Gemarkung Ehringen
| Lage                | Objekt                                                  | Akten-Nr.     | Bild |
| ------------------- | ------------------------------------------------------- | ------------- | ---- |
| Ehringen (Standort) | Siedlung des Neolithikums und der römischen Kaiserzeit. | D-7-7128-0067 |      |
| Ehringen (Standort) | Straße der römischen Kaiserzeit.                        | D-7-7128-0069 |      |
| Ehringen (Standort) | Siedlung der Bronzezeit und der römischen Kaiserzeit.   | D-7-7128-0160 |      |
| Ehringen (Standort) | Gräber des Neolithikums, Siedlung der Hallstattzeit.    | D-7-7128-0217 |      |

### Gemarkung Enkingen
| Lage                | Objekt                                    | Akten-Nr.     | Bild |
| ------------------- | ----------------------------------------- | ------------- | ---- |
| Enkingen (Standort) | Siedlung vorgeschichtlicher Zeitstellung. | D-7-7129-0133 |      |

### Gemarkung Grosselfingen
| Lage                     | Objekt | Akten-Nr.     | Bild |
| ------------------------ | --- | ------------- | ---- |
| Grosselfingen (Standort) | Siedlung des Neolithikums, der Bronzezeit, der Hallstattzeit, der späten Latènezeit und der römischen Kaiserzeit.                                                | D-7-7129-0075 |      |
| Grosselfingen (Standort) | Siedlung der Urnenfelderzeit. | D-7-7129-0083 |      |
| Grosselfingen (Standort) | Siedlung vor- und frühgeschichtlicher Zeitstellung. | D-7-7129-0084 |      |
| Grosselfingen (Standort) | Siedlung der Hallstattzeit. | D-7-7129-0085 |      |
| Grosselfingen (Standort) | Burgstall des Mittelalters. | D-7-7129-0086 |      |
| Grosselfingen (Standort) | Siedlung des Neolithikums und der Hallstattzeit. | D-7-7129-0088 |      |
| Grosselfingen (Standort) | Verhüttungsplatz vor- und frühgeschichtlicher Zeitstellung. | D-7-7129-0089 |      |
| Grosselfingen (Standort) | Straße der römischen Kaiserzeit. | D-7-7129-0091 |      |
| Grosselfingen (Standort) | Siedlung der Linearbandkeramik, der Hallstattzeit und der Latènezeit.                                                                                            | D-7-7129-0175 |      |
| Grosselfingen (Standort) | Siedlung des Neolithikums, der Bronzezeit, der Urnenfelderzeit, der Hallstattzeit und der Latènezeit.                                                            | D-7-7129-0331 |      |
| Grosselfingen (Standort) | Siedlung der Hallstattzeit und der Latènezeit. | D-7-7129-0332 |      |
| Grosselfingen (Standort) | Siedlung des Neolithikums und der Latènezeit. | D-7-7129-0333 |      |
| Grosselfingen (Standort) | Siedlung der Latènezeit. | D-7-7129-0334 |      |
| Grosselfingen (Standort) | Siedlung vorgeschichtlicher Zeitstellung. | D-7-7129-0570 |      |
| Grosselfingen (Standort) | Siedlung der Latènezeit. | D-7-7129-0647 |      |
| Grosselfingen (Standort) | Siedlung vorgeschichtlicher Zeitstellung | D-7-7129-0648 |      |
| Grosselfingen (Standort) | Mittelalterliche und frühneuzeitliche Befunde im Bereich der Evangelisch-Lutherischen Pfarrkirche St. Paul und Peter in Grosselfingen und ihrer Vorgängerbauten. | D-7-7129-0649 |      |

### Gemarkung Herkheim
| Lage                | Objekt | Akten-Nr.     | Bild |
| ------------------- | --- | ------------- | ---- |
| Herkheim (Standort) | Siedlung der Linearbandkeramik, der Stichbandkeramik, der Oberlauterbacher Gruppe, der Rössener Kultur, der Bronzezeit und Urnenfelderzeit, der Latènezeit, der römischen Kaiserzeit und des frühen Mittelalters. | D-7-7128-0090 |      |
| Herkheim (Standort) | Siedlung des Neolithikums, Körpergräber des frühen Mittelalters. | D-7-7128-0091 |      |
| Herkheim (Standort) | Siedlung der Spätlatènezeit. | D-7-7128-0092 |      |
| Herkheim (Standort) | Siedlung der Hallstattzeit. | D-7-7128-0095 |      |
| Herkheim (Standort) | Freilandstation des Mesolithikums, Siedlung der Bronzezeit und Hallstattzeit. | D-7-7128-0146 |      |
| Herkheim (Standort) | Mittelalterliche und frühneuzeitliche Befunde im Bereich der Katholischen Filialkirche St. Anna in Herkheim. | D-7-7128-0178 |      |
| Herkheim (Standort) | Siedlung des hohen und späten Mittelalters. | D-7-7128-0222 |      |
| Herkheim (Standort) | Grabhügel der Hallstattzeit mit Nachbestattungen der frühen Latènezeit. | D-7-7129-0027 |      |
| Herkheim (Standort) | Abschnittsbefestigung vorgeschichtlicher Zeitstellung, Siedlung des Neolithikums, darunter der Altheimer Kultur, sowie der Hallstattzeit und des Mittelalters.                                                    | D-7-7129-0485 |      |

### Gemarkung Holheim
| Lage               | Objekt | Akten-Nr.     | Bild |
| ------------------ | --- | ------------- | ---- |
| Holheim (Standort) | Burgstall des Mittelalters. | D-7-7128-0111 |      |
| Holheim (Standort) | Siedlung der Latènezeit, Villa rustica der römischen Kaiserzeit. | D-7-7128-0112 |      |
| Holheim (Standort) | Große und kleine Ofnethöhle mit Funden des Paläo- und Mesolithikums, der Linearbandkeramik sowie der Bronzezeit, Urnenfelder-, Hallstatt- und Latènezeit; jungpaläolithische Schädelbestattungen. | D-7-7128-0113 |      |
| Holheim (Standort) | Wallanlage der frühen Latènezeit; Siedlung der Altheimer Kultur, der Hallstattzeit und der Frühlatènezeit.                                                                                        | D-7-7128-0114 |      |
| Holheim (Standort) | Grabhügel vorgeschichtlicher Zeitstellung. | D-7-7128-0115 |      |
| Holheim (Standort) | Siedlung der Hallstattzeit; Körpergräber der Mittellatènezeit. | D-7-7128-0116 |      |
| Holheim (Standort) | Siedlung der Linearbandkeramik. | D-7-7128-0117 |      |
| Holheim (Standort) | Siedlung der Linearbandkeramik sowie der Urnenfelder- und Latènezeit. | D-7-7128-0118 |      |
| Holheim (Standort) | Körpergräber des frühen Mittelalters. | D-7-7128-0119 |      |
| Holheim (Standort) | Grabenwerk vorgeschichtlicher Zeitstellung; Siedlung der Urnenfelderzeit. | D-7-7128-0121 |      |
| Holheim (Standort) | Siedlung des Mittelneolithikums. | D-7-7128-0123 |      |
| Holheim (Standort) | Töpferei der römischen Kaiserzeit. | D-7-7128-0168 |      |
| Holheim (Standort) | Schlagplatz des Neolithikums. | D-7-7128-0173 |      |
| Holheim (Standort) | Grabhügel vorgeschichtlicher Zeitstellung. | D-7-7128-0180 |      |
| Holheim (Standort) | Mittelalterliche und frühneuzeitliche Befunde im Bereich der Katholischen Filialkirche St. Michael in Holheim.                                                                                    | D-7-7128-0181 |      |
| Holheim (Standort) | Grabhügel der Hallstattzeit. | D-7-7128-0224 |      |

### Gemarkung Kleinerdlingen
| Lage                      | Objekt                                                                                          | Akten-Nr.     | Bild |
| ------------------------- | ----------------------------------------------------------------------------------------------- | ------------- | ---- |
| Kleinerdlingen (Standort) | Siedlung des Mittel- und Jungneolithikums sowie der Urnenfelderzeit.                            | D-7-7128-0086 |      |
| Kleinerdlingen (Standort) | Befunde der frühen Neuzeit im Bereich des ehemaligen Johanniter-Ordensschlosses Kleinerdlingen. | D-7-7128-0183 |      |

### Gemarkung Löpsingen
| Lage                 | Objekt | Akten-Nr.     | Bild |
| -------------------- | --- | ------------- | ---- |
| Löpsingen (Standort) | Siedlung des Neolithikums. | D-7-7029-0421 |      |
| Löpsingen (Standort) | Siedlung des Neolithikums, der Bronzezeit, der Urnenfelderzeit und der Hallstattzeit. | D-7-7129-0042 |      |
| Löpsingen (Standort) | Grabhügel vorgeschichtlicher Zeitstellung. | D-7-7129-0048 |      |
| Löpsingen (Standort) | Siedlung des Alt-, Mittel- und Jungneolithikums sowie der Bronzezeit, der Urnenfelderzeit, der Hallstattzeit, der Latènezeit, der römischen Kaiserzeit und Völkerwanderungszeit.                                                                              | D-7-7129-0050 |      |
| Löpsingen (Standort) | Siedlung vorgeschichtlicher Zeitstellung. | D-7-7129-0051 |      |
| Löpsingen (Standort) | Siedlung der Linearbandkeramik, der Stichbandkeramik, der Großgartacher und der Rössener Kultur, der Bronzezeit, Hallstatt- und Latènezeit sowie der römischen Kaiserzeit und des frühen Mittelalters; Brandgräber vor- und frühgeschichtlicher Zeitstellung. | D-7-7129-0052 |      |
| Löpsingen (Standort) | Siedlung der Urnenfelderzeit und der Hallstattzeit. | D-7-7129-0053 |      |
| Löpsingen (Standort) | Siedlung der Linear- und Stichbandkeramik, der Rössener Kultur und der Urnenfelderzeit. | D-7-7129-0054 |      |
| Löpsingen (Standort) | Siedlung der Linearbandkeramik, der Bronzezeit, der Urnenfelderzeit, der Hallstattzeit, der Latènezeit und der Völkerwanderungszeit; Körpergräber vor- und frühgeschichtlicher Zeitstellung.                                                                  | D-7-7129-0055 |      |
| Löpsingen (Standort) | Siedlung vorgeschichtlicher Zeitstellung, Gräber des Frühmittelalters. | D-7-7129-0056 |      |
| Löpsingen (Standort) | Freilandstation des Mesolithikums, Siedlung des Mittel- und Jungneolithikums, der Bronzezeit, der Urnenfelderzeit, der Hallstattzeit, der Latènezeit und der römischen Kaiserzeit.                                                                            | D-7-7129-0057 |      |
| Löpsingen (Standort) | Siedlung der Linearbandkeramik, der Rössener Kultur, der Bronzezeit, Urnenfelder-, Hallstatt- und Latènezeit sowie der römischen Kaiserzeit. | D-7-7129-0072 |      |
| Löpsingen (Standort) | Siedlung vor- und frühgeschichtlicher Zeitstellung. | D-7-7129-0324 |      |
| Löpsingen (Standort) | Freilandstation des Mesolithikums, Siedlung der Linearbandkeramik, des Mittelneolithikums, der Bronzezeit und Hallstattzeit sowie des frühen Mittelalters. | D-7-7129-0510 |      |
| Löpsingen (Standort) | Siedlung des Jungneolithikums, der Hallstattzeit und des frühen Mittelalters, Brandgräber vor- und frühgeschichtlicher Zeitstellung. | D-7-7129-0518 |      |
| Löpsingen (Standort) | Siedlung des Neolithikums und der karolingisch-ottonischen Zeit. | D-7-7129-0519 |      |
| Löpsingen (Standort) | Siedlung des Neolithikums und der Hallstattzeit. | D-7-7129-0520 |      |
| Löpsingen (Standort) | Siedlung der Bronzezeit, der Hallstattzeit und der Völkerwanderungszeit. | D-7-7129-0521 |      |
| Löpsingen (Standort) | Siedlung der Hallstattzeit. | D-7-7129-0522 |      |
| Löpsingen (Standort) | Siedlung des Neolithikums. | D-7-7129-0523 |      |
| Löpsingen (Standort) | Siedlung der Hallstattzeit. | D-7-7129-0524 |      |
| Löpsingen (Standort) | Siedlung der Urnenfelderzeit, der Hallstattzeit und der Latènezeit. | D-7-7129-0525 |      |
| Löpsingen (Standort) | Siedlung des Neolithikums. | D-7-7129-0526 |      |
| Löpsingen (Standort) | Siedlung vorgeschichtlicher Zeitstellung. | D-7-7129-0527 |      |
| Löpsingen (Standort) | Mittelalterliche und frühneuzeitliche Befunde im Bereich der Evangelisch-Lutherischen Pfarrkirche St. Michael in Löpsingen. | D-7-7129-0653 |      |

### Gemarkung Nähermemmingen
| Lage                      | Objekt | Akten-Nr.     | Bild |
| ------------------------- | --- | ------------- | ---- |
| Nähermemmingen (Standort) | Burgstall des Mittelalters. | D-7-7128-0071 |      |
| Nähermemmingen (Standort) | Siedlung der Linearbandkeramik, des Mittelneolithikums, der Altheimer Kultur, der Urnenfelderzeit, der Latènezeit und des hohen Mittelalters. | D-7-7128-0072 |      |
| Nähermemmingen (Standort) | Siedlung der römischen Kaiserzeit. | D-7-7128-0073 |      |
| Nähermemmingen (Standort) | Siedlung der Glockenbecherkultur, der Bronzezeit, der Latènezeit und der römischen Kaiserzeit; Gräber der frühen Bronzezeit.                  | D-7-7128-0074 |      |
| Nähermemmingen (Standort) | Siedlung vor- und frühgeschichtlicher Zeitstellung.                                                                                           | D-7-7128-0077 |      |
| Nähermemmingen (Standort) | Siedlung der Linearbandkeramik. | D-7-7128-0079 |      |
| Nähermemmingen (Standort) | Mittelalterliche und frühneuzeitliche Befunde im Bereich der Evang. Pfarrkirche Hl. Geist in Nähermemmingen.                                  | D-7-7128-0185 |      |

### Gemarkung Nördlingen
| Lage                  | Objekt | Akten-Nr.     | Bild |
| --------------------- | --- | ------------- | ---- |
| Nördlingen (Standort) | Grabenanlagen vor- und frühgeschichtlicher Zeitstellung. | D-7-7128-0021 |      |
| Nördlingen (Standort) | Siedlung der Hallstattzeit. | D-7-7128-0022 |      |
| Nördlingen (Standort) | Körpergräber des frühen Mittelalters. | D-7-7128-0023 |      |
| Nördlingen (Standort) | Siedlung der Bronzezeit. | D-7-7128-0025 |      |
| Nördlingen (Standort) | Siedlung des Neolithikums, der Latènezeit und der römischen Kaiserzeit. | D-7-7128-0026 |      |
| Nördlingen (Standort) | Siedlung des Neolithikums, der Hallstattzeit und der Latènezeit. | D-7-7128-0027 |      |
| Nördlingen (Standort) | Siedlung der Linearbandkeramik. | D-7-7128-0029 |      |
| Nördlingen (Standort) | Siedlung der Bronzezeit, der Urnenfelderzeit, der Hallstattzeit und der römischen Kaiserzeit.                                                                                            | D-7-7128-0030 |      |
| Nördlingen (Standort) | Siedlung der Linearbandkeramik. | D-7-7128-0031 |      |
| Nördlingen (Standort) | Körpergräber des Mittelalters. | D-7-7128-0034 |      |
| Nördlingen (Standort) | Bestattungsplatz des Mittelalters und der frühen Neuzeit. | D-7-7128-0036 |      |
| Nördlingen (Standort) | Siedlung der römischen Kaiserzeit. | D-7-7128-0043 |      |
| Nördlingen (Standort) | Körpergräber mittelalterlicher oder frühneuzeitlicher Zeitstellung. | D-7-7128-0046 |      |
| Nördlingen (Standort) | Siedlung des Neolithikums, der Bronzezeit, der Urnenfelderzeit, der Latènezeit, der römischen Kaiserzeit und der Völkerwanderungszeit.                                                   | D-7-7128-0049 |      |
| Nördlingen (Standort) | Siedlung des Neolithikums, der Bronzezeit, der Latènezeit und der römischen Kaiserzeit; Brandgräber der Hallstattzeit.                                                                   | D-7-7128-0084 |      |
| Nördlingen (Standort) | Körpergräber des frühen Mittelalters. | D-7-7128-0126 |      |
| Nördlingen (Standort) | Mittelalterliche und frühneuzeitliche Befunde im Bereich der befestigten Altstadt von Nördlingen.                                                                                        | D-7-7128-0159 |      |
| Nördlingen (Standort) | Siedlung der Urnenfelderzeit. | D-7-7128-0191 |      |
| Nördlingen (Standort) | Siedlung der Bronzezeit. | D-7-7128-0192 |      |
| Nördlingen (Standort) | Mittelalterliche und frühneuzeitliche Befunde im Bereich der Evangelisch-Lutherischen Pfarrkirche St. Georg in Nördlingen, darunter der aufgelassene Friedhof.                           | D-7-7128-0193 |      |
| Nördlingen (Standort) | Mittelalterliche und frühneuzeitliche Befunde im Bereich des ehemaligen Karmeliterklosters in Nördlingen mit Klosterkirche St. Salvator.                                                 | D-7-7128-0194 |      |
| Nördlingen (Standort) | Mittelalterliche und frühneuzeitliche Befunde im Bereich des abgegangenen Barfüßerklosters mit profanierter Franziskanerkirche und abgegangener Nikolauskapelle.                         | D-7-7128-0195 |      |
| Nördlingen (Standort) | Abgegangene frühmittelalterliche Pfarrkirche St. Emmeram sowie Gräber des frühen Mittelalters.                                                                                           | D-7-7128-0196 |      |
| Nördlingen (Standort) | Befunde des späten Mittelalters im Bereich der profanierten Weinmarktkapelle. | D-7-7128-0197 |      |
| Nördlingen (Standort) | Richtstätte des Mittelalters und der frühen Neuzeit. | D-7-7128-0198 |      |
| Nördlingen (Standort) | Befunde des späten Mittelalters im Bereich der ehemalige Barbara- und Antoniuskapelle in Nördlingen.                                                                                     | D-7-7128-0199 |      |
| Nördlingen (Standort) | Spätmittelalterliche Befunde im Bereich der abgegangenen Leonhardskapelle. | D-7-7128-0200 |      |
| Nördlingen (Standort) | Abgegangenes spätmittelalterliches Siechenhaus mit Kapelle St. Johannis d. T. | D-7-7128-0203 |      |
| Nördlingen (Standort) | Mittelalterliche und frühneuzeitliche Befunde im Bereich der ehemalige Spitalkirche in Nördlingen.                                                                                       | D-7-7128-0204 |      |
| Nördlingen (Standort) | Mittelalterliche und frühneuzeitliche Befunde im Bereich der abgegangenen hochmittelalterlichen Synagoge in Nördlingen.                                                                  | D-7-7128-0205 |      |
| Nördlingen (Standort) | Mittelalterliche und frühneuzeitliche Befunde im Bereich der abgegangenen spätmittelalterlichen Synagoge in Nördlingen.                                                                  | D-7-7128-0206 |      |
| Nördlingen (Standort) | Hochmittelalterliche Stadtbefestigung von Nördlingen. | D-7-7128-0207 |      |
| Nördlingen (Standort) | Spätmittelalterliche und frühneuzeitliche Stadtbefestigung von Nördlingen. | D-7-7128-0208 |      |
| Nördlingen (Standort) | Siedlung des Neolithikums, der Bronzezeit, der Urnenfelderzeit, der Hallstattzeit, der Latènezeit, der römischen Kaiserzeit und des Mittelalters.                                        | D-7-7129-0040 |      |
| Nördlingen (Standort) | Siedlung des Neolithikums, der Urnenfelderzeit, der Hallstattzeit und der Latènezeit. | D-7-7129-0041 |      |
| Nördlingen (Standort) | Siedlung des Neolithikums. | D-7-7129-0043 |      |
| Nördlingen (Standort) | Siedlung des Altneolithikums, Siedlung und Gräber der Glockenbecherkultur, Siedlung der Bronzezeit, der Urnenfelderzeit, der Hallstattzeit, der Latènezeit und der römischen Kaiserzeit. | D-7-7129-0045 |      |
| Nördlingen (Standort) | Siedlung des Mittel- und Jungneolithikums, der Hallstattzeit und der Latènezeit; Gräber der Hallstattzeit; Straße, Gräber und Siedlung der römischen Kaiserzeit.                         | D-7-7129-0390 |      |
| Nördlingen (Standort) | Straße der römischen Kaiserzeit. | D-7-7129-0516 |      |
| Nördlingen (Standort) | Siedlung der Spätbronzezeit. | D-7-7129-0578 |      |
| Nördlingen (Standort) | Siedlung des Neolithikums, der Urnenfelderzeit, der Hallstattzeit, der Latènezeit und der römischen Kaiserzeit; Gräber vor- und frühgeschichtlicher Zeitstellung.                        | D-7-7129-0622 |      |
| Nördlingen (Standort) | Siedlung vor- und frühgeschichtlicher Zeitstellung. | D-7-7129-0655 |      |
| Nördlingen (Standort) | Teilstück einer Straße der römischen Kaiserzeit. | D-7-7129-0692 |      |

### Gemarkung Pfäfflingen
| Lage                   | Objekt | Akten-Nr.     | Bild |
| ---------------------- | --- | ------------- | ---- |
| Pfäfflingen (Standort) | Grabhügel vorgeschichtlicher Zeitstellung. | D-7-7029-0119 |      |
| Pfäfflingen (Standort) | Grabhügel vorgeschichtlicher Zeitstellung. | D-7-7029-0120 |      |
| Pfäfflingen (Standort) | Siedlung der Hallstattzeit. | D-7-7029-0344 |      |
| Pfäfflingen (Standort) | Siedlung vorgeschichtlicher Zeitstellung. | D-7-7029-0349 |      |
| Pfäfflingen (Standort) | Siedlung der Bronzezeit und der römischen Kaiserzeit.                                                                                                | D-7-7129-0001 |      |
| Pfäfflingen (Standort) | Siedlung der Hallstattzeit und der Latènezeit, Villa rustica der römischen Kaiserzeit.                                                               | D-7-7129-0002 |      |
| Pfäfflingen (Standort) | Siedlung des Neolithikums, der Bronzezeit, der Urnenfelderzeit, der Hallstattzeit und der römischen Kaiserzeit.                                      | D-7-7129-0003 |      |
| Pfäfflingen (Standort) | Straße der römischen Kaiserzeit. | D-7-7129-0004 |      |
| Pfäfflingen (Standort) | Siedlung der Urnenfelderzeit. | D-7-7129-0420 |      |
| Pfäfflingen (Standort) | Siedlung vorgeschichtlicher Zeitstellung. | D-7-7129-0428 |      |
| Pfäfflingen (Standort) | Siedlung des Neolithikums. | D-7-7129-0430 |      |
| Pfäfflingen (Standort) | Freilandstation des Mesolithikums, Siedlung der Urnenfelderzeit und der römischen Kaiserzeit; Brandgräber vor- und frühgeschichtlicher Zeitstellung. | D-7-7129-0431 |      |
| Pfäfflingen (Standort) | Siedlung vorgeschichtlicher Zeitstellung. | D-7-7129-0432 |      |
| Pfäfflingen (Standort) | Siedlung vorgeschichtlicher Zeitstellung. | D-7-7129-0433 |      |
| Pfäfflingen (Standort) | Siedlung vorgeschichtlicher Zeitstellung. | D-7-7129-0435 |      |
| Pfäfflingen (Standort) | Siedlung der Urnenfelderzeit. | D-7-7129-0436 |      |
| Pfäfflingen (Standort) | Siedlung vorgeschichtlicher Zeitstellung. | D-7-7129-0437 |      |
| Pfäfflingen (Standort) | Siedlung vorgeschichtlicher Zeitstellung. | D-7-7129-0439 |      |
| Pfäfflingen (Standort) | Siedlung vorgeschichtlicher Zeitstellung. | D-7-7129-0440 |      |
| Pfäfflingen (Standort) | Siedlung vorgeschichtlicher Zeitstellung. | D-7-7129-0442 |      |
| Pfäfflingen (Standort) | Siedlung des Neolithikums. | D-7-7129-0444 |      |
| Pfäfflingen (Standort) | Siedlung der vorgeschichtlichen Metallzeiten. | D-7-7129-0445 |      |
| Pfäfflingen (Standort) | Siedlung vorgeschichtlicher Zeitstellung. | D-7-7129-0446 |      |
| Pfäfflingen (Standort) | Siedlung vor- und frühgeschichtlicher Zeitstellung.                                                                                                  | D-7-7129-0509 |      |
| Pfäfflingen (Standort) | Siedlung vorgeschichtlicher Zeitstellung. | D-7-7129-0514 |      |
| Pfäfflingen (Standort) | Siedlung vorgeschichtlicher Zeitstellung. | D-7-7129-0515 |      |
| Pfäfflingen (Standort) | Siedlung vorgeschichtlicher Zeitstellung. | D-7-7129-0528 |      |
| Pfäfflingen (Standort) | Mittelalterliche und frühneuzeitliche Befunde im Bereich der Evangelisch-Lutherischen Pfarrkirche St. Georg in Pfäfflingen.                          | D-7-7129-0656 |      |
| Pfäfflingen (Standort) | Siedlung vorgeschichtlicher Zeitstellung. | D-7-7129-0688 |      |

### Gemarkung Reimlingen
| Lage                  | Objekt                                                                                                  | Akten-Nr.     | Bild |
| --------------------- | --- | ------------- | ---- |
| Reimlingen (Standort) | Vorgeschichtliche Ringwallanlage, Siedlung des Endneolithikums, der Urnenfelder- und der Hallstattzeit. | D-7-7129-0099 |      |
| Reimlingen (Standort) | Straße der römischen Kaiserzeit.                                                                        | D-7-7129-0112 |      |
| Reimlingen (Standort) | Brand- und Körpergräber der römischen Kaiserzeit.                                                       | D-7-7129-0504 |      |
| Reimlingen (Standort) | Siedlung des Neolithikums.                                                                              | D-7-7129-0683 |      |

### Gemarkung Schmähingen
| Lage                   | Objekt | Akten-Nr.     | Bild |
| ---------------------- | --- | ------------- | ---- |
| Schmähingen (Standort) | Verschanzung aus dem Dreißigjährigen Krieg. | D-7-7128-0110 |      |
| Schmähingen (Standort) | Befestigung vor- und frühgeschichtlicher Zeitstellung, Station des Paläolithikums, Siedlung des Neolithikums, der Hallstattzeit und der römischen Kaiserzeit. | D-7-7129-0028 |      |
| Schmähingen (Standort) | Siedlung der Urnenfelderzeit und der Latènezeit. | D-7-7129-0031 |      |
| Schmähingen (Standort) | Siedlung des Neolithikums, der Urnenfelderzeit und der Latènezeit.                                                                                            | D-7-7129-0034 |      |
| Schmähingen (Standort) | Siedlung der Linearbandkeramik sowie der Bronzezeit und Urnenfelderzeit.                                                                                      | D-7-7129-0036 |      |
| Schmähingen (Standort) | Mittelalterliche und frühneuzeitliche Befunde im Bereich der Evangelisch-Lutherischen Pfarrkirche St. Maria in Schmähingen.                                   | D-7-7129-0582 |      |
| Schmähingen (Standort) | Siedlung der Linearbandkeramik, der Bronzezeit, der Urnenfelderzeit und der Latènezeit.                                                                       | D-7-7229-0435 |      |
| Schmähingen (Standort) | Siedlungen des Neolithikums, darunter der Linearbandkeramik, sowie der vorgeschichtlichen Metallzeiten und der römischen Kaiserzeit.                          | D-7-7229-0510 |      |
| Schmähingen (Standort) | Siedlung der vorgeschichtlichen Metallzeiten. | D-7-7229-0511 |      |

### Gemarkung Wechingen
| Lage                 | Objekt                                     | Akten-Nr.     | Bild |
| -------------------- | ------------------------------------------ | ------------- | ---- |
| Wechingen (Standort) | Grabhügel vorgeschichtlicher Zeitstellung. | D-7-7129-0010 |      |